# Chen Tao
Chen Tao (Anshan, 11 de março, 1985) é um futebolista da China. Atualmente joga pelo Dalian Aerbin.

## Carreira
Chen Tao representou a Seleção Chinesa de Futebol nas Olimpíadas de 2008, quando atuou em casa.